# Mesajul Arecibo

Aceasta este o demonstrație a mesajului cu culoare adăugată pentru a evidenția părțile sale separate. Transmisia binară trimisă nu conține informații despre culoare.

Mesajul Arecibo este un mesaj radio interstelar din 1974 care conține informații de bază despre umanitate și Pământ trimis roiului globular de stele M13. A fost menit mai degrabă ca o demonstrație a realizărilor tehnologice umane, decât ca o încercare reală de a intra într-o conversație cu extratereștrii.
Mesajul a fost transmis în spațiu o singură dată prin unde radio cu frecvență modulată la o ceremonie de marcare a remodulării radiotelescopului Arecibo din Puerto Rico la 16 noiembrie 1974. Mesajul a fost trimis către locul actual al grupului de stele M13 la aproximativ 25.000 de ani lumină distanță, deoarece M13 era o colecție mare și strânsă de stele care era disponibilă pe cer la momentul și locul ceremoniei. Mesajul formează imaginea prezentată aici atunci când este tradus în grafică, caractere și spații.

## Descriere
Frank Drake, atunci la Universitatea Cornell și creatorul ecuației Drake, a scris mesajul cu ajutorul lui Carl Sagan și alții. Mesajul Arecibo a fost menit ca o demonstrație a realizărilor tehnologice umane, mai degrabă decât o încercare reală de a intra într-o conversație cu extratereștrii.  De fapt, nucleul M13, către care a fost destinat mesajul, nu va mai fi în acel loc când va sosi mesajul.  Cu toate acestea, deoarece mișcarea proprie a lui M13 este mică, mesajul va ajunge în continuare în apropierea centrului M13.
Mesajul este format din șapte părți care codifică următoarele (de sus în jos): 
- Numerele de la unu (1) la zece (10) (alb)
- Numărul atomic al elementelor hidrogen, carbon, azot, oxigen și fosfor, care alcătuiesc acidul dezoxiribonucleic (ADN) (violet)
- Formulele pentru glucidele și bazele din nucleotidele ADN (verde)
- Numărul de nucleotide din ADN și o grafică a structurii dublei spirale a ADN-ului (alb și albastru)
- O figură grafică a unui om, dimensiunea (înălțimea fizică) a unui om obișnuit și populația umană de pe Pământ (roșu, albastru/alb și, respectiv, alb)
- O grafică a sistemului solar care indică de pe care dintre planete vine mesajul (galben)
- Un grafic al radiotelescopului Arecibo și dimensiunea (diametrul fizic) al antenei de transmisie (violet, alb și albastru)

Mesajul constă din 1.679 cifre binare, aproximativ 210 octeți, transmise la o frecvență de 2.380 MHz și modulate prin schimbarea frecvenței cu 10 Hz, cu o putere de 450 kW. Șirurile de „unu” și „zero” au fost transmise prin schimbarea frecvenței cu o rată de 10 octeți pe secundă. Transmisia totală a durat mai puțin de trei minute.
Numărul 1.679 a fost ales deoarece este un semiprim (produsul a două numere prime), care trebuie aranjat dreptunghiular ca 73 de rânduri pe 23 de coloane.  Aranjamentul alternativ, 23 de rânduri pe 73 de coloane, produce un set neinteligibil de caractere (la fel ca toate celelalte formate X/Y) (dar pare suficient de organizat pentru a arăta că nu este un semnal natural aleatoriu).

### Numere
```
1 2 3 4 5 6 7 8  9  10 <-  numerele în sistem zecimal
[
9
]

----------------------
0 0 0 1 1 1 1 00 00 00 <-- numerele în 
0 1 1 0 0 1 1 00 00 10 <-- sistem binar
1 0 1 0 1 0 1 01 11 01 <-- (pe coloane)
X X X X X X X X  X  X  <-- marker cu pozițiile mai puțin semnificative 
```

Numerele de la 1 la 10 apar în format binar (rândul de jos marchează începutul fiecărui număr).
Chiar și presupunând că destinatarii ar recunoaște sistemul binar, codificarea numerelor ar putea să nu fie imediat evidentă din cauza modului în care au fost scrise. Pentru a citi primele șapte cifre, ignorați rândul de jos și citiți-le ca trei cifre binare de sus în jos, cifra de sus fiind cea mai semnificativă. Citirile pentru 8, 9 și 10 sunt puțin diferite, deoarece li s-a dat o coloană suplimentară lângă prima (în dreapta din imagine). Acest lucru are scopul de a arăta că numerele prea mari pentru a se potrivi într-o singură coloană pot fi scrise în mai multe coloane contigue, în care coloanele suplimentare nu au marcatorul cu cifre mai puțin semnificative.
Această parte este „cheia” pentru citirea numerelor din restul mesajului.

### Elemente ADN
A doua parte, evidențiată în violet, este ghidul esențial pentru citirea celei de-a treia părți despre nucleotidele ADN.
```
H C N O P
1 6 7 8 15
----------
0 0 0 1 1
0 1 1 0 1
0 1 1 0 1
1 0 1 0 1
X X X X X
```

Acesta este un tabel 5 × 5, ale cărui coloane, dacă sunt „citite” în modul descris mai sus, apar numerele 1, 6, 7, 8 și 15. Acestea sunt numerele atomice ale hidrogenului (H), carbonului (C), azotului (N), oxigenului (O) și fosforului (P), componentele ADN-ului. Toate aceste elemente chimice sunt esențiale în biochimie - ADN-ul este construit din ele. Spre deosebire de secțiunea anterioară, doar o coloană de patru biți este alocată pentru fiecare cifră, cu un marker de ordine în partea de jos.

### Nucleotide
| Partea 3 - nucleotidele ADN-ului |                    |                   |  |  |
| Dezoxiriboză (C5H7O)             | Adenină (C5H4N5)   | Timina (C5H5N2O2) |  |  |
| Fosfat (PO4)                     | Citozină (C4H4N3O) | Guanine (C5H4N5O) |  |  |
|                                  |                    |                   |  |  |
|                                  |                    |                   |  |  |
|                                  |                    |                   |  |  |

Nucleotidele sunt descrise ca secvențe ale celor cinci atomi care apar pe linia precedentă. Fiecare secvență reprezintă formula moleculară a nucleotidei încorporată în ADN (spre deosebire de forma liberă a nucleotidei).
De exemplu, dezoxiriboza (C5H7O în ADN, C5H10O4 când este liberă), compusul din stânga sus în imagine, se citește astfel:
```
11000
10000
11010
XXXXX
-----
75010
```

adică, 7 atomi de hidrogen, 5 atomi de carbon, 0 atomi de azot, 1 atom de oxigen și 0 atomi de fosfor.
Prin această parte, destinatarului i se spune structura ADN-ului.

### Spirală dublă
```
11
11
11
11
11
01
11
11
01
11
01
11
10
11
11
01
X
```

```
11111111 11110111 11111011 01011110 (binar)
= 4.294.441.822 (zecimal)
```

ADN-ul dublu helix ; bara verticală reprezintă numărul de nucleotide. Valoarea descrisă este în jur de 4,3 miliarde, ceea ce se credea a fi cazul în 1974 când a fost transmis mesajul. Acum se știe că există aproximativ 3,2 miliarde de perechi de baze în genomul uman.

### Omenirea
|  | ʌ X011011 \| 111111 \| 110111 X0111 111011 \| 111111 v 110000 1110 (binar) = 14 (zecimal) 000011 111111 110111 111011 111111 110110 (binar) = 4.292.853.750 (zecimal) |

Elementul din centru reprezintă un om. Elementul din stânga (în imagine) indică înălțimea medie a unui bărbat adult din SUA: 1.764 m. Aceasta corespunde binarului 14 orizontal scris multiplicat cu lungimea de undă a mesajului (12,6 cm). Elementul din dreapta descrie dimensiunea populației umane din 1974, aproximativ 4,3 miliarde (care, întâmplător, se încadrează ca valoare în 0,1% din numărul de nucleotide ADN). 

### Planete
```
                    Pământ
Soare Mercur  Venus       Marte Jupiter Saturn Uranus Neptun Pluto
```

Sistemul solar, care arată Soarele și planetele în ordinea poziției lor față de Soare : Mercur, Venus, Pământ, Marte, Jupiter, Saturn, Uranus, Neptun și Pluto . (Pluto a fost de atunci reclasificat ca planetă pitică de către Uniunea Astronomică Internațională, dar a fost considerată o planetă în momentul transmiterii mesajului.)
Pământul este a treia planetă de la Soare; grafica sa este deplasată în sus pentru a o identifica ca fiind planeta de la care a fost trimis semnalul. În plus, figura umană este prezentată chiar deasupra graficii Pământului.
Pe lângă afișarea poziției, graficul oferă o referință generală, dar nu la scară, a dimensiunii fiecărei planete și a Soarelui.

### Telescop
```
două rânduri de jos:
     100101
<--- 111110X --->
```

```
100101 111110 (binar) = 2,430 (zecimal)
```

Mesajul Arecibo descifrat în 23 de rânduri și 73 de coloane. Deși neinteligibil, mesajul din acest format pare suficient de organizat pentru a arăta că nu este un semnal aleatoriu.

Ultima parte reprezintă radiotelescopul Arecibo cu diametrul său: 2.430 înmulțit cu lungimea de undă dă valoarea 306,18 m. În acest caz, numărul este orientat orizontal, cu marcatorul cu cel mai mic număr de cifre în dreapta jos în imagine. Partea imaginii care seamănă cu litera „M” este acolo pentru a demonstra cititorului mesajului că linia curbată este o oglindă paraboloidă .

Răspunsul Arecibo a fost numele dat unui cerc din culturi care a fost realizat pe terenurile agricole de lângă radiotelescopul Chilbolton din Hampshire, Marea Britanie, la 19 august 2001. Avea o lățime de 75 de picioare și o lungime de 120 de picioare. Numele este o referință la mesajul Arecibo, pe care SETI l-a transmis în spațiu în 1974.

## Farsa răspunsului Arecibo
„Răspunsul Arecibo” este o păcăleală a oamenilor care au creat un model într-un câmp de cultură (cerc din culturi) în 2001 lângă radiotelescopul Chilbolton din Hampshire, Marea Britanie, descris ca un răspuns al unei civilizații extraterestre. Cercul de cultură este o replică aproximativă a mesajului Arecibo. Caracteristica păstrează aceeași grilă de 23 × 73 deoarece aceste numere sunt prime și majoritatea datelor chimice rămân aceleași cu excepția faptului că în secțiunea care detaliază elemente chimice importante, accentul principal este modificat de la carbon la siliciu și diagrama ADN-ului a fost rescrisă. În partea de jos, pictograma unui om este înlocuită cu o figură mai scurtă, cu un cap mare, bulbos.